# Волтер Зельцер
Волтер Зельцер (англ. Walter Seltzer 7 листопада 1914 - 18 лютого 2011) — американський журналіст і кінопродюсер.

## Життєпис
Волтер  Зельцер вчився в Університеті Пенсильванії з 1932 до 1934 р. У 1935 р. він переїхав до Голлівуду, де отримав роботу в театрі Fox West Coast. Під час Другої світової війни проходив службу у морському флоті США впродовж чотирьох років.
Зельцер працював журналістом та робив рекламу для таких фільмів, як  Заколот на Баунті, а в складі групи MGM Publicity він постачав плітки журналістам про таких зірок як Грета Гарбо, Кларк Гейбл та Джоан Кроуфорд.
У 1960-х і 1970-х роках продюсував фільми для Pennebaker Productions.
В кінці 1970-х років Зельцер пішов у відставку й обмежив свою подальшу діяльність тільки просуванням фільмів. Він входив до опікунської ради Фонду кіно і телебачення, яка у 1986 році нагородила його срібною медаллю за гуманітарні досягнення.
Волтер Зельцер провів останні три роки свого життя в будинку для літніх людей Фонду кіно і телебачення в Вудленд-Гіллз, де він помер від пневмонії 18 лютого 2011 у віці 96 років.

## Фільмографія
| Рік  |    | Українська назва | Оригінальна назва          | Роль     |
| ---- | -- | ---------------- | -------------------------- | -------- |
| 1976 | ф  |                  | The Last Hard Men          | продюсер |
| 1974 | тф |                  | The Cay                    | продюсер |
| 1973 | ф  |                  | Soylent Green              | продюсер |
| 1972 | ф  |                  | Skyjacked                  | продюсер |
| 1971 | ф  |                  | The Omega Man              | продюсер |
| 1970 | ф  |                  | Darker Than Amber          | продюсер |
| 1969 | ф  |                  | Number One                 | продюсер |
| 1967 | ф  |                  | Will Penny                 | продюсер |
| 1966 | ф  |                  | Beau Geste                 | продюсер |
| 1965 | ф  |                  | The War Lord               | продюсер |
| 1964 | ф  |                  | Man in the Middle          | продюсер |
| 1961 | ф  |                  | Paris Blues                | продюсер |
| 1961 | ф  |                  | The Naked Edge             | продюсер |
| 1961 | ф  |                  | One-Eyed Jacks             | продюсер |
| 1959 | ф  |                  | Shake Hands with the Devil | продюсер |
| 1956 | ф  |                  | The Boss                   | продюсер |